# Erdeborn

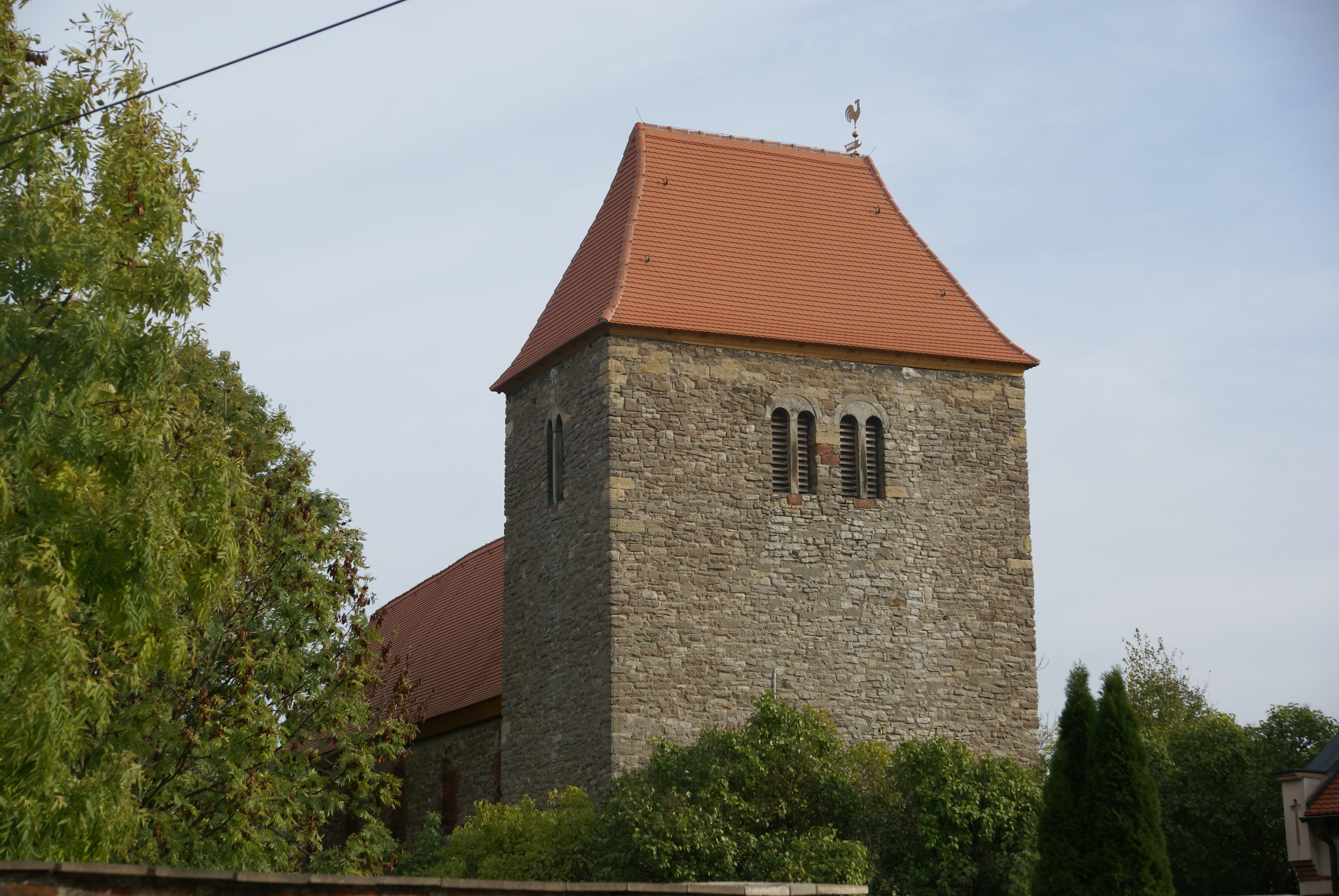
Die Kirche St. Bartholomäus

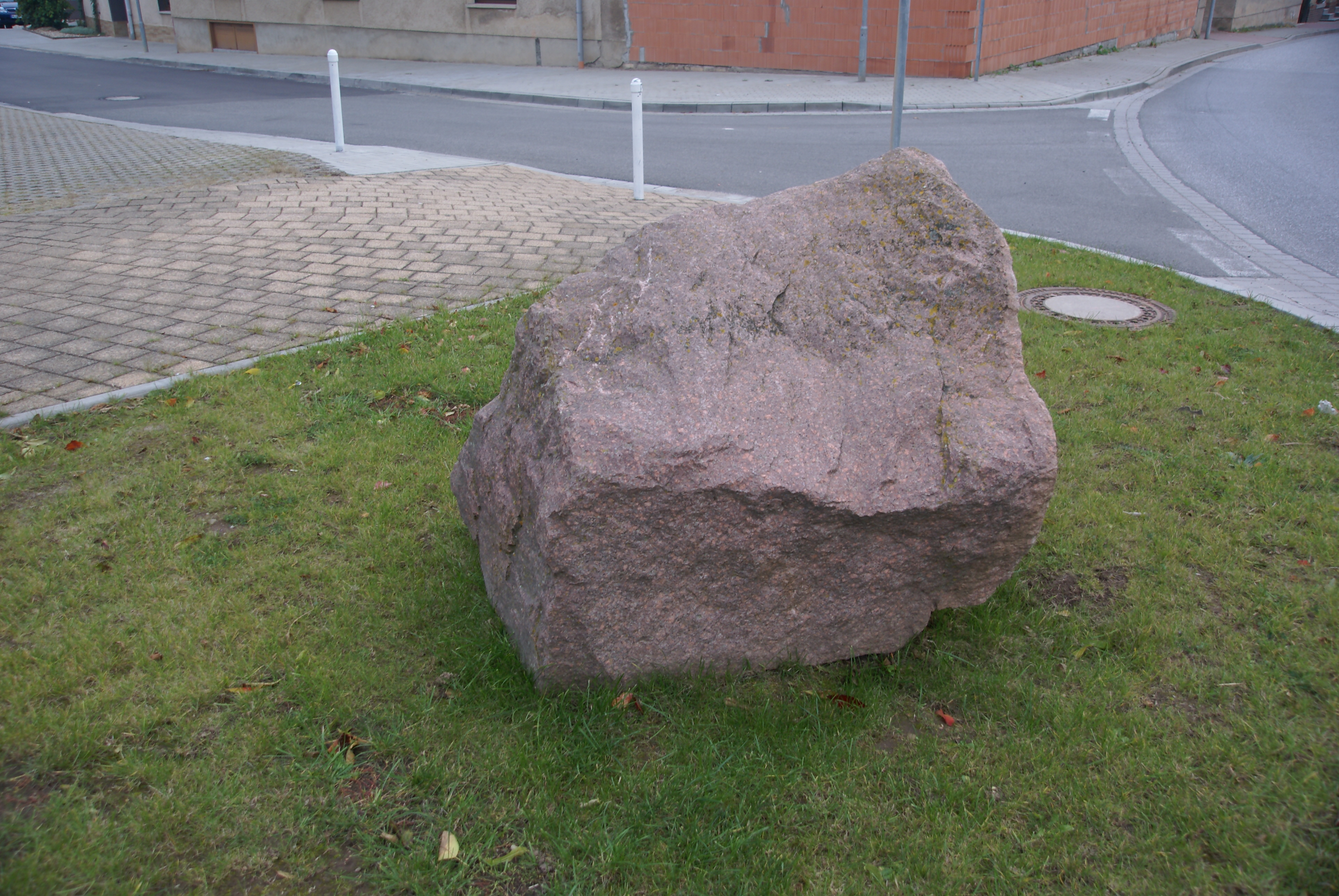
Bauernstein in Erdeborn

Erdeborn ist ein Ortsteil der Gemeinde Seegebiet Mansfelder Land im Landkreis Mansfeld-Südharz in Sachsen-Anhalt.

## Geografie
Erdeborn liegt ca. 8 km südöstlich von Eisleben. Landschaftlich liegt Erdeborn in der Eislebener Senke. Im Westen befindet sich der schon zum Harz gehörende Hornburger Sattel. Nordöstlich liegt bei Seeburg der Süße See. Wenige Kilometer östlich von Erdeborn erstreckt sich die Ebene des trockengelegten Salzigen Sees über ca. 6 km. Der Bach Hornburger Graben durchfließt den südlichsten Zipfel des Dorfes.  Im Norden, zwischen Erdeborn und Aseleben, befinden sich größere Obstbaumplantagen.

## Geschichte
In einem zwischen 881 und 899 entstandenen Verzeichnis des Zehnten des  Klosters Hersfeld wird Erdeborn als zehntpflichtiger Ort Hardabrunno im Friesenfeld erstmals urkundlich erwähnt.
Westlich von Erdeborn lag am Nonnegrundbach einst das untergegangene Westdorf. Heute wird die alte Dorfstätte von der Eisenbahnstrecke von Erdeborn nach Eisleben durchschnitten.
Am 1. Januar 2010 schlossen sich die bis dahin selbstständigen Gemeinden Erdeborn, Amsdorf, Aseleben, Hornburg, Lüttchendorf, Neehausen, Röblingen am See, Seeburg, Stedten und Wansleben am See zur Einheitsgemeinde Seegebiet Mansfelder Land zusammen. Gleichzeitig wurde die Verwaltungsgemeinschaft Seegebiet Mansfelder Land, zu der Erdeborn gehörte, aufgelöst.

## Wappen und Flagge
Blasonierung: „Von Silber, Gold und Blau geteilt und halb gespalten; oben eine blaue Kirche, der breite Turmspitz bedacht mit Wetterfahne, neben der Kirche ein blaues Haus mit trapezförmigen Dach und seitlichen spitzen Türmchen. Unten vorn getrennt eine blaue Zange und ein blauer Hammer, hinten drei goldene Ähren nebeneinander.“
Die Flagge der ehemaligen Gemeinde Erdeborn zeigt die Farben Blau und Gelb in der Längsrichtung geteilt sowie
in der Mitte das Wappen.

## Kultur und Sehenswürdigkeiten
Sehenswert ist die Kirche zu Erdeborn und das Bürgerhaus, welches auch für Veranstaltungen gebucht werden kann. Auf dem Ortsfriedhof befinden sich die Grabstätten von sieben KZ-Häftlingen, die im April 1945 bei einem Todesmarsch ums Leben kamen.

### Musik
- Männerchor Erdeborn 1888 e. V.
- Spielmannszug Erdeborn 1930 e. V.

### Bauwerke
- Kirche St. Bartholomäus (350 Jahre Wiederaufbau 2006)
- historischer Taubenturm am Pfarrhaus
- altes Feuerwehrhaus mit Museum und Steigerturm
- alte Bockwindmühle

### Naturdenkmäler
- Mühle nahe der Bahn

### Sport
- Handballverein BSV „Fichte“ Erdeborn e. V.
- Sportgruppe Freiwillige Feuerwehr Erdeborn
- Countryfreunde Sweet Lake e. V. Erdeborn

### Regelmäßige Veranstaltungen
- 1. Mai am Bürgerhaus, Kinderfest in der Lehmkuhle
- Sommerfest
- 3. Oktober am Bürgerhaus
- Weihnachtsmarkt nach der Christmette
- Osterfeuer (jährlich)

## Wirtschaft und Infrastruktur

### Verkehr
- Zur Bundesstraße 80 die Eisleben und Halle (Saale) verbindet, sind es in nördlicher Richtung ca. 3 km.
- Erdeborn ist Haltepunkt an der Bahnstrecke Halle–Hann. Münden.

## Persönlichkeiten
- Karl Dietrich Hüllmann (1765–1846), Historiker; Hochschullehrer an den Universitäten Frankfurt/Oder, Königsberg und Bonn.
- Annemarie Heinrich (1888–1984), Blumen- und Stilllebenmalerin
- Andreas Krolik (* 8. Juli 1974), Koch, mit zwei Sternen im Guide Michelin ausgezeichnet.